# Wiebe van der Ploeg (Statenlid)
Wiebe van der Ploeg (Drachten, 1958) is een Nederlands politicus van GroenLinks. 

## Loopbaan
Van der Ploeg studeerde economie aan de Vrije Universiteit. Na zijn studie werkte hij bij de Tweede Kamer en als economisch onderzoeker. In 1999 startte hij een adviesbureau gericht op internationale projecten. Sindsdien was hij ook lid van de Provinciale Staten van Groningen. Daarna was hij lid van de Gedeputeerde Staten van Groningen. Als gedeputeerde was hij verantwoordelijk voor natuur en landschap, Blauwestad, visserij, landbouw en dierenwelzijn. Op 22 maart 2013 stapte hij uit het college omdat hij en zijn achterban niet konden instemmen met het toestaan van meer intensieve veehouderij ('megastallen') in de provincie.